# Ed You
Ed You, född 21 maj 2007 i Sverige, är en svensk varmblodig travhäst. Han tränades och kördes av Robert Bergh. I början av karriären tränades och kördes han av Olle Carlsson vid Östersundstravet.
Ed You tävlade åren 2010–2016 och sprang in 6,7 miljoner kronor på 80 starter varav 27 segrar, 8 andraplatser och 7 tredjeplatser. Han inledde karriären i april 2010 med två raka segrar. Han tog karriärens största segrar i Klass I-final (nov 2011), Sommarspecialen (2014), Hugo Åbergs Memorial (2014) och UET Trotting Masters (2014). Han kom även på andraplats i Prix Themis (2013) och Prix d'Etain Royal (2016) samt på tredjeplats i H.K.H. Prins Daniels Lopp (2016).